# ونکسینس
ونکسینس (به فرانسوی: Vanxains) یک کمون در فرانسه است که در Canton of Ribérac واقع شده‌است.

## خصوصیات
ونکسینس ۳۵٫۸۹ کیلومترمربع مساحت و ۷۴۴ نفر جمعیت دارد و ۱۱۰ متر بالاتر از سطح دریا واقع شده‌است.